# Éléphant de mer du nord
 (décembre 2023).
Si vous disposez d'ouvrages ou d'articles de référence ou si vous connaissez des sites web de qualité traitant du thème abordé ici, merci de compléter l'article en donnant les références utiles à sa vérifiabilité et en les liant à la section « Notes et références ».
Mirounga angustirostris
Espèce
Répartition géographique
- colonies de reproduction
- individus isolés

Statut de conservation UICN

 LC  : Préoccupation mineure

L'éléphant de mer du nord (Mirounga angustirostris) est l'une des deux espèces d'éléphants de mer (genre Mirounga) existantes (l'autre  étant l'éléphant de mer austral). C'est un grand phoque qui tient son nom de sa taille imposante et surtout de la trompe (ou proboscis) qui se développe chez les mâles et qui leur sert à amplifier les rugissements et éructations qu'ils émettent lors des compétitions entre rivaux. 

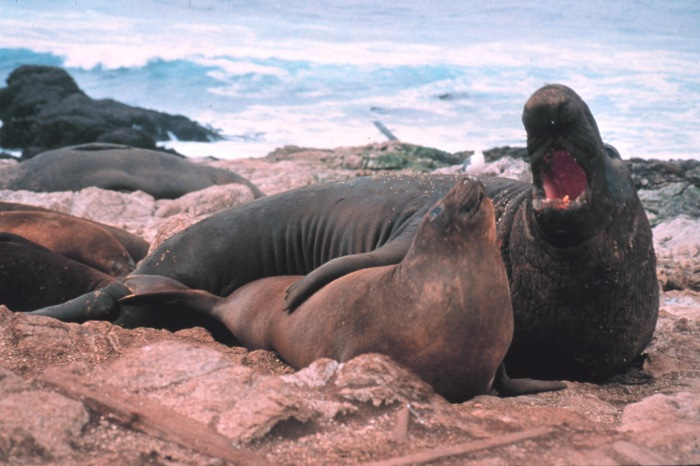
Différence de taille entre le mâle et la femelle

Le dimorphisme sexuel est important : les mâles, dont la longueur peut atteindre cinq mètres, sont bien plus gros que les femelles, dont la taille moyenne est de trois mètres. Cette différence marquée est en relation avec un système de reproduction très polygame où un mâle dominant peut contrôler et féconder plus de 50 femelles en une saison. Le poids d'un mâle peut dépasser 3 tonnes.

## Description
L’énorme éléphant de mer mâle pèse généralement de 1 500 à 2 300 kg (3 300 à 5 100 lb) et mesure 4 à 5 m (13 à 16 pieds), bien que certains mâles puissent peser jusqu’à 3 700 kg (8 200 lb). Les  femelles sont beaucoup plus petites et peuvent peser de 400 à 900 kg (880 à 1 980 lb), soit environ un tiers de la masse du mâle, et mesurer de 2,5 à 3,6 m (8,2 à 11,8 pi).  Les éléphants de mer mâles du sud sont, en moyenne, plus grands que ceux des espèces du nord, mais les femelles des deux espèces sont à peu près de la même taille, ce qui indique le niveau encore plus élevé de dimorphisme sexuel chez les espèces du sud.  Les éléphants de mer du Nord vivent généralement environ 9 ans.  Les éléphants de mer adultes et juvéniles ont la peau barrée et noire avant la mue. Après la mue, ils ont généralement un pelage argenté à gris foncé qui s’estompe en jaune brunâtre et feu. Les mâles adultes ont le cou glabre et la poitrine tachetée de rose, de blanc et de brun clair. Les chiots sont pour la plupart noirs à la naissance et muent en gris argenté après le sevrage. [citation nécessaire]
Les yeux sont grands, ronds et noirs. La largeur des yeux et une forte concentration de pigments à faible luminosité suggèrent que la vue joue un rôle important dans la capture des proies. Comme tous les phoques, les éléphants de mer ont des membres postérieurs atrophiés dont les extrémités sous-développées forment la queue et la nageoire caudale. Chacun des « pieds » peut déployer cinq longs doigts palmés. Cette double paume agile est utilisée pour propulser l’eau. Les nageoires pectorales sont peu sollicitées lors de la natation. [citation nécessaire] Alors que leurs membres postérieurs sont inaptes à la locomotion sur terre, les éléphants de mer utilisent leurs nageoires comme support pour propulser leur corps. Ils sont capables de se propulser rapidement (jusqu’à 8 km/h) de cette manière pour les déplacements sur de courtes distances, pour retourner dans l’eau, rattraper une femelle ou poursuivre un intrus. [citation nécessaire]
Comme les autres phoques, la circulation sanguine des éléphants de mer est adaptée au froid dans lequel un mélange de petites veines entoure les artères captant la chaleur de celles-ci. Cette structure est présente dans les extrémités telles que les membres postérieurs. [citation nécessaire]
Une caractéristique unique de l’éléphant de mer du Nord est qu’il a développé la capacité de stocker des globules rouges oxygénés dans sa rate. Dans une étude de 2004, les chercheurs ont utilisé l’IRM pour observer les changements physiologiques de la rate de 5 bébés phoques lors de plongées simulées. Au bout de 3 minutes, la rate s’est contractée en moyenne à un cinquième de sa taille d’origine, ce qui indique une contraction sympathique de la rate liée à la plongée. De plus, un délai a été observé entre la contraction de la rate et l’augmentation de l’hématocrite dans le sang circulant, et attribué au sinus hépatique. Cette structure remplie de liquide est initialement élargie en raison de la poussée des globules rouges de la rate et libère lentement les globules rouges dans le système circulatoire via un sphincter musculaire de la veine cave situé sur la face crânienne du diaphragme. Cette capacité à introduire lentement des globules rouges dans la circulation sanguine est susceptible d’empêcher tout effet nocif causé par une augmentation rapide de l’hématocrite.

## Répartition
Les éléphants de mer du nord vivent à l'est de l'Océan Pacifique. Ils migrent vers le nord jusqu'en Alaska et viennent se reproduire, s'accoupler et muer en Californie ou en Basse-Californie, le plus souvent sur les îles côtières. Alors que le domaine océanique qu'ils fréquentent est immense, il n'existe que sept sites principaux de reproduction dont quatre sur les îles au large de la Californie. L'observation des colonies est autorisée sur deux sites californiens dont la Réserve d'État d'Año Nuevo. Les signalements dans le Golfe de Californie sont par ailleurs en augmentation.

## Évolution des populations

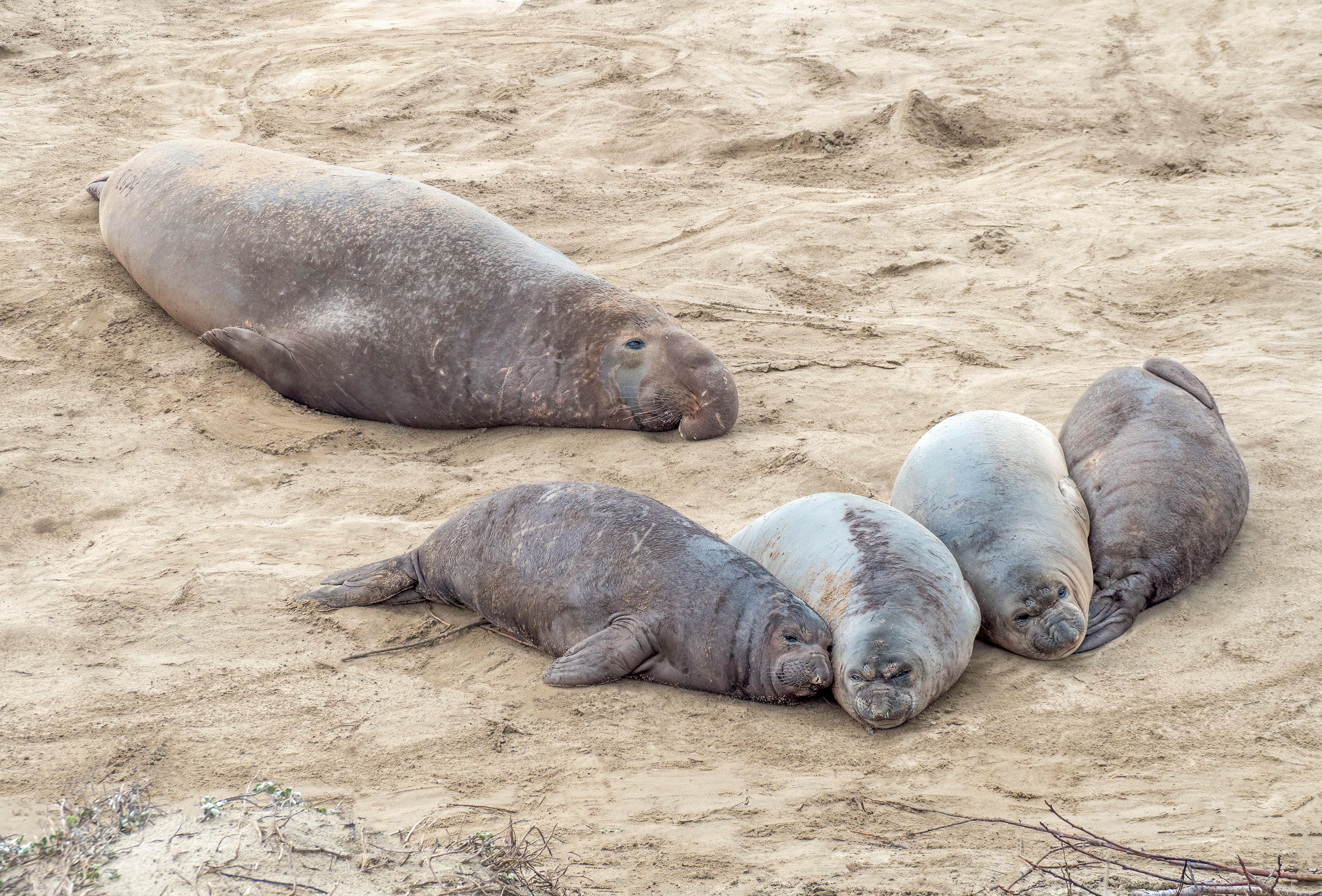
Éléphant de mer du nord mâle avec 4 blanchons à l'Año Nuevo State Park en Californie. Février 2019.

À partir du XVIIIe siècle, les éléphants de mer du nord ont été chassés intensément, jusqu'au bord de l'extinction à la fin du XIXe siècle. Ils étaient prisés pour l'huile que l'on obtenait en faisant fondre la couche de graisse hypodermique. 
Vers 1890, seul un groupe d'une centaine d'individus était encore référencé. Ayant trouvé refuge dans les eaux mexicaines, la dernière colonie survivante était celle de l'île Guadalupe, qui bénéficia de la protection légale du gouvernement mexicain. Depuis le début du XXe siècle, ce sont à la fois les lois mexicaines et américaines qui protègent l'espèce. En 1972, le Marine Mammal Protection Act aux États-Unis a renforcé cette protection.
Grâce à ces mesures, la population totale était estimée en 2010 entre 210 000 et 239 000 individus.
Mais cette population actuelle, reconstituée sur une base de diversité génétique considérablement réduite, pourrait se montrer plus fragile aux épidémies ou aux pollutions. En Californie, le taux d'accroissement annuel s'établit toujours autour de 25 %. Alors que de nouvelles colonies continuent à se constituer, elles risquent de se trouver prochainement confrontées à un problème d'espace disponible. Le phénomène El Niño peut aussi affecter gravement la dynamique de population : c'est ainsi qu'on pense que les perturbations climatiques dues à El Niño en 1997–1998 ont pu causer la disparition d'environ 80 % des nouveau-nés de cette saison.